# Доли и Пенн
Доли и Пенн (ивр. דולי ופן‎) — дуэт авторов песен и продюсеров, состоящий из Долева «Доли» Рама и Пенна Хазута. Наиболее известен благодаря написанию песен и продюсированию хитов в стиле мизрахи-поп для таких израильских звёзд, как: Эден Бен Закен, Дуду Аарон, Идан Хасон, Омер Адам, Эяль Голан и другие. Они написали и продюсировали песню «Я чувствую себя живым» для конкурса песни «Евровидение 2017», исполненную певцом Имри Зивом. В 2023 году вышел хит Любить тебя каждый день, написанный к свадьбе Доли.

## История
Рам и Хазут начали вместе создавать музыку после знакомства на Facebook в 2014 году. Первой песней, которую они написали вместе, была «Никакая другая» (ивр. אף אחת אחרת‎) для певца Итая Леви. В том же году они написали мизрахи-поп-хит для певицы Эден Бен Закен под названием Королева роз.
В 2015 году они написали R&B-хит Есть во мне любовь для певицы Ноа Кирель. В 2016 году для Кирель написали ещё одну песню, но уже в стиле электронной танцевальной музыки, под названием Наполовину сумасшедший.
В 2017 году они написали и спродюсировали песню «Я чувствую себя живым» для певца Имри Зива, представившего Израиль на Евровидении 2017.
В мае 2018 года они выиграли премию ACUM в номинации «лучший композитор года».
В июле 2019 года они выпустили, при участии певца Мош Бен-Ари, свой дебютный сингл Мой брат женится , который занял второе место в еженедельном чарте Media Forest. В октябре они выпустили ещё один сингл "Счастливые с участием Ноа Кирель и Лиран Данино, который достиг вершины еженедельного чарта Media Forest.

## Дискография

### Синглы
| Заголовок                                                        | Год      | Пиковые позиции в чартах | Альбом |
| Заголовок                                                        | Год      | ИСР                      | Альбом |
| ---------------------------------------------------------------- | -------- | ------------------------ | ------ |
| Мой брат женится                                                 | 2019 год | 2                        |        |
| Счастливые                                                       | 2019 год | 1                        |        |
| Беги ко мне (с участием Ротем Коэн и Бейт Хабубот)               | 2019 год | 10                       |        |
| Звёзды плачут ночью (с участием Шири Маймон и Дуду Аарона)       | 2019 год | 3                        |        |
| Тогда ты увидишь (с участием Диклы, Идана Хавива и Марка Элияху) | 2020 год | 5                        |        |
| Любить тебя каждый день                                          | 2023     | 2                        |        |